# Мечеть Сулейманіє (Едірне)
Мече́ть Сулейманіє́ або Мече́ть Сулейма́н-паші́ (тур. Süleymaniye Camii, Süleyman Paşa Camii) — мечеть у центральній частині міста Едірне, збудована у 1548 році Сулейман-пашею, одним із візирів часів правління султана Сулеймана Пишного.
Мечеть зазнала пошкоджень під час землетрусу 1751 року і була відбудована вакфом мечеті через три роки. Мінарет мечеті, верхня частина якого вище шерефе́ була викривлена, був знесений та відбудований у 1862 році. У 1877 році під час російської окупації та через розливи річок мечеть зазнала руйнувань. Завдяки допомозі Абдул-Гаміда II та комісії, зібраної під керівництвом вілаєтського дефтердара Мехмет-ефенді, на ремонт було виділено сто тисяч курушів, і у 1899 році мечеть знову відкрили для богослужінь. Згодом, через нові пошкодження від повеней, її знову довелося закрити. Реставраційні роботи розпочалися у 2011 році. Під час робіт на глибині пів метра під землею було знайдено нерозірвану мінометну міну та артилерійський снаряд, які, ймовірно, належали до часів Балканських воєн. Мечеть Сулейман-паші була знову відкрита для богослужінь у 2019 році після 8-річних реставраційних робіт.
Мечеть, збудована на рівній місцевості, має квадратний план. У північному куті мечеті розташований єдиний мінарет. Портик для запізнілих спирається на чотири колони та увінчаний трьома куполами. На шістнадцятигранному барабані мечеті розташовано вісім вікон з круглими арками. Міхраб, верхня частина якого має форму мушлі устриці, праворуч має простий мармуровий мінбар.